# Orfelia angustata
Orfelia angustata är en tvåvingeart som först beskrevs av Van Duzee 1928.  Orfelia angustata ingår i släktet Orfelia och familjen platthornsmyggor.
Artens utbredningsområde är Kalifornien. Inga underarter finns listade i Catalogue of Life.